# Росен Рашев Рошпака
Росен Рашев – Рошпака е съвременен български художник.

## Биография и творчество
Роден е на 15 февруари 1970 г. във Враца. Завършва Художествената гимназия „Илия Петров“ в София. Член е на Съюза на българските художници. Носител е на наградата за цялостно творчество на фондация „Св. св. Кирил и Методий“ (1994) .
Автор е на десетки самостоятелни изложби в страната. Живее и твори във Враца.

## Награди
- Награда за живопис „Дни на Ботев“ 1991, Градска художествена галерия Враца
- Първа награда за автопортрет 1991, Градска художествена галерия Пазарджик
- Награда за цялостно творчество на Международната фондация „Св. св. Кирил и Методий“ 1994
- Голямата награда за чуждестранен автор от бианале за наивистично изкуство в Ягодина, Сърбия 1995
- Голямата награда на СБХ от Национална художествена изложба „Земята на Ботев“ 2006 [2]

Негови творби се намират в Art Center Hugo Voeten, Белгия http://artcenter.hugovoeten.org/en/collections Архив на оригинала от 2021-12-16 в Wayback Machine., Софийската градска художествена галерия, Художествената галерия „Иван Фунев“ във Враца, в Художествения музей в Братислава (Словакия), както и в частни колекции в България, Германия, Австрия, САЩ, Гърция, Словакия и др.